# Hải Môn
Hải Môn (chữ Hán phồn thể: 海門區, chữ Hán giản thể: 海门区) là một quận thuộc địa cấp thị Nam Thông, tỉnh Giang Tô, Cộng hòa Nhân dân Trung Hoa. Quận này được lập tháng 7 năm 2020 trên cơ sở thành phố cấp huyện Hải Môn. Hải Môn có diện tích 1001 ki-lô-mét vuông, dân số 1,01 triệu người. Mã số bưu chính là 226100. Chính quyền quận đóng ở trấn Hải Môn. Về mặt hành chính, quận này được chia thành 20 trấn, 1 hương và 2 khu phát triển kinh tế cấp huyện.
- Trấn: Hải Môn, Tam Tinh, Tam Hòa, Đức Thắng, Tam Hán, Thường Lạc, Kỳ Lân, Duyệt Lai, Vạn Niên, Tam Dương, Tứ Giáp, Hóa Long, Dư Đông, Chính Dư, Bao Trường, Lưu Khiết, Đông Táo Cảng, Lâm Giang, Vương Khiết, Thụ Huân.
- Hương: Hải Vĩnh.